# Bảo tàng Kính màu, Kraków
Bảo tàng Kính màu, Kraków (tiếng Ba Lan: Muzeum Witrażu w Krakowie) là một tổ chức văn hóa kết hợp xưởng làm kính màu, tọa lạc tại số 23 Đại lộ Zygmunt Krasiński, thành phố Kraków, Ba Lan.

## Lược sử hình thành
Bảo tàng Kính màu nằm trong một tòa nhà được xây dựng vào năm 1906–1907 theo sáng kiến của Stanisław Gabriel Żeleński, chủ sở hữu của xưởng kính màu lúc bấy giờ. Với sự hỗ trợ của kiến trúc sư Ludwik Wojtyczko, Żeleński đã thiết kế ngôi nhà chung cư theo cách phù hợp nhất với nhu cầu của một xưởng kính màu.
Bảo tàng Kính màu được thành lập vào năm 2004 theo sáng kiến của Piotr Ostrowski, nhằm tạo ra một "bảo tàng sống" mang lại không gian tham quan đan xen với xưởng kính màu vẫn đang hoạt động.

## Triển lãm
Tại Bảo tàng Kính màu, khách tham quan có cơ hội theo dõi các nghệ sĩ không ngừng làm việc, tìm hiểu từng bước của toàn bộ quy trình tạo ra một cửa sổ kính màu và xem công việc của các dự án hiện tại trông như thế nào.
Bảo tàng Kính màu cũng có một không gian triển lãm thuần túy bao gồm các tác phẩm lịch sử và hiện đại. Địa điểm này có một kho lưu trữ phong phú chứa nhiều bản phác thảo, bản vẽ, thiết kế kính màu làm bằng tay và các tác phẩm làm sẵn. Đây là bộ sưu tập phong phú nhất ở Ba Lan liên quan đến nghệ thuật kính màu. Bảo tàng cũng tổ chức các cuộc triển lãm tạm thời và quảng bá kính đương đại.